# Kalwesbach
Der Kalwesbach ist ein etwa 0,7 km langer linksseitiger Zufluss des Lottenbachs im Waldgebiet Kalwes in Bochum-Querenburg. Er ist der größte Zufluss des Lottenbachs. 

## Verlauf
Der Kalwesbach entspringt an der Lennershofstraße bei der Hochschule Bochum und fließt in einem Kerbtal zwischen Ruhr-Universität Bochum, dem Botanischen Garten der Ruhr-Universität Bochum und dem Berg Kalwes durch das Waldgebiet Klosterbusch in das Lottental. Er nimmt Abwässer beider Hochschulen auf. Er mündet westlich des Geländes der Zeche Klosterbusch in einen Stauteich des Lottenbachs. 

## Natur und Umwelt
Seine Wasserqualität ist Güteklasse II.